# Geobacillus stearothermophilus
Geobacillus stearothermophilus (abans anomenat Bacillus stearothermophilus) és un bacteri amb forma de bacil, grampositiu, membre del fílum dels Firmicuts. És un microorganisme termòfil i es troba àmpliament distribuït al sòl, aigües termals, sediments oceànics i és el causant que molts productes alimentaris es facin malbé. Creixerà dins d'un interval de temperatura de 30 a 75 °C. Algunes soques són capaces d'oxidar el monòxid de carboni en condicions aeròbiques.
Va ser descrit per primera vegada al 1920 com a Bacillus stearothermophilus, però al 2001, juntament amb Bacillus thermoglucosidasius, van ser classificats de nou com membres del gènere Geobacillus.

## Aplicacions en la indústria[calcitació]
Les espores de Geobacillus stearothermophilus és àmpliament utilitzat en els sectors de la indústria alimentària i farmacèutica com a indicador biològic en la validació de processos d'esterilització.
L'indicador biològic normalment és un disc d'acer o una tira de paper impregnada amb espores de G. stearothermophilus. El procés de validació o revalidació de cicles d'esterilització consisteix en col·locar l'indicador biològic durant el cicle validable en els punts que es considerin crítics. Després de l'esterilització, els indicadors biològics se sembren en medi de cultiu (normalment en brou de triptona soja) i s'incuben a uns 55-65 °C durant uns dos a set dies. Un canvi de color o un canvi en la terbolesa del medi indica que el microorganisme ha crescut i el cicle d'esterilització no ha estat vàlid.

## Aplicacions en biologia molecular[calcitació]
La proteïna ADN polimerasa d'aquest microorganisme ha esdevingut un eina important en el camp de la biologia molecular, se l'anomena Bst polimerasa.
La Bst polimerasa té activitat helicasa, això li permet obrir les cadenes d'ADN. La seva temperatura òptima de funcionament es troba entre 60 i 65 °C i es desnaturalitza per sobre dels 70 °C.
Aquestes propietats l'han fet útil en la tècnica LAMP (amplificació isotèrmica mediada per bucles), és similar a una reacció en cadena de la polimerasa (PCR), però no requereix arribar a altes temperatures (96 °C) per aconseguir desnaturalitzar la doble hèlix d'ADN.